# 3596 Meriones
3596 Meriones là một tiểu hành tinh được phát hiện ngày 14 tháng 11 năm 1985 bởi Poul Jensen và Karl Augustesen. Nó được đặt theo tên Meriones, anh hùng tiểu thuyết từ Iliad. Nó có quỹ đạo trong L4 Điểm Lagrange thuộc hệ Mặt Trời-Sao Mộc và nó được xem trong "Trại Hy Lạp".